# Болярка (Коростенська міська громада)
Боля́рка — село в Україні, у Коростенській міській територіальній громаді Коростенського району Житомирської області. До 1927 року — хутір. Кількість населення становить 66 осіб (2001).

## Населення
В кінці 19 століття кількість населення становила 114 осіб, дворів — 12, у 1900 році нараховувалося 14 дворів та 170 мешканців, з них: 90 чоловіків та 80 жінок.
Відповідно до результатів перепису населення СРСР, кількість населення, станом на 12 січня 1989 року, становила 98 осіб. Станом на 5 грудня 2001 року, відповідно до перепису населення України, кількість мешканців села становила 66 осіб.

## Історія
В кінці 19 століття — власницьке сільце Малинської волості Радомисльського повіту, лежало біля села Стремитів. Відстань до повітового центру, м. Радомисль, становила 42 (за іншими даними — 56) версти, до волосної управи в м. Малин, де знаходилась також найближча телеграфна та земська поштова станція — 33 версти, до найближчої пароплавної станції «Чорнобиль» — 101 версту. Мешканці займалися рільництвом, застосувалася трипільна сівозміна обробітку. Землі, в кількости 200 десятин, належали поселенцям різних соціальних станів.
У 1923 році — хутір Стремигородської волості Радомисльського повіту Київської губернії; увійшов до складу новоствореної Стремигородської сільської ради, котра, від квітня 1923 року, стала частиною новоутвореного Чоповицького району Малинської округи. 10 вересня 1924 року, в складі сільської ради, увійшов до Малинського району, 23 лютого 1927 року повернутий до складу Чоповицького району Коростенської округи. У 1927 році віднесений до категорії сіл. 5 лютого 1931 року увійшло до складу Малинського району, 17 лютого 1935 року повернуте до Чоповицького району Київської області. 28 листопада 1957 року, в складі сільради, увійшло до Коростенського району Житомирської області.
12 червня 2020 року, відповідно до розпорядження Кабінету Міністрів України № 711-р від 12 червня 2020 року «Про визначення адміністративних центрів та затвердження територій територіальних громад Житомирської області», територію та населені пункти Стремигородської сільської ради включено до складу новоутвореної Коростенської міської територіальної громади Коростенського району Житомирської області.